# Буковіна-Татшанська
Буковіна-Татшанська (пол. Bukowina Tatrzańska) — село в Польщі, у гміні Буковина-Татшанська Татранського повіту Малопольського воєводства.
Населення — 2973 особи (2011).

## Демографія
Демографічна структура станом на 31 березня 2011 року:
|          | Загалом | Допрацездатний вік | Працездатний вік | Постпрацездатний вік |
| -------- | ------- | ------------------ | ---------------- | -------------------- |
| Чоловіки | 1445    | 310                | 977              | 158                  |
| Жінки    | 1528    | 334                | 874              | 320                  |
| Разом    | 2973    | 644                | 1851             | 478                  |